# Cnemaspis elgonensis
Cnemaspis elgonensis là một loài thằn lằn trong họ Gekkonidae. Loài này được Loveridge mô tả khoa học đầu tiên năm 1935.